# Suite para orquesta de jazz n.º 2
La Suite para orquesta de jazz n.º 2 (del ruso: 'Сюита для джазового оркестра №2') es una suite compuesta por Dmitri Shostakóvich en 1938 para la recién fundada State Jazz Orchestra de Victor Knushevitsky, y estrenada el 28 de noviembre de 1938 en la radio de Moscú por la misma orquesta. La partitura original se perdió durante la Segunda Guerra Mundial, pero una versión para piano fue redescubierta en 1999 por Manashir Yakubov. Los tres movimientos de la suite fueron posteriormente reconstruidos y orquestados por Gerard McBurney, y estrenados en los Proms de la BBC del año 2000.

## Estructura
La suite, en su forma reconstruida, incluye los siguientes movimientos:
1. Scherzo Allegretto allá marcia
2. Canción de embalar Andante
3. Serenata Allegretto

Durante mucho tiempo, otra suite de Shostakóvich fue conocida (y grabada) como la Suite para orquesta de jazz n.º 2. Esta obra en ocho movimientos, es ahora llamada correctamente como Suite para orquesta de variedades, compuesta en 1956, y cuyo "Vals nº. 2" (Waltz nº 2) fue utilizado en la banda sonora de la película de Stanley Kubrick, Eyes Wide Shut, incorrectamente asociada con la Suite para orquesta de jazz n.º 2.